# يوهان غادولين
يوهان غادولين (Johan Gadolin؛ توركو، 5 يونيو 1760 - 15 أغسطس 1852) كيميائي وفيزيائي وعالم معادن فنلندي. اكتشف غادولين عنصر الإتريوم الكيميائي. كما أنه مؤسس البحث الكيميائي في فنلندا ، وثاني رؤساء الكيمياء ، التي تأسست في 1761 وكان رئيسها الأول بهر أدريان غاد (4 أبريل 1727- 11 أغسطس 1797).

## روابط خارجية
- يوهان غادولين على موقع الموسوعة البريطانية (الإنجليزية)